# Arcadi Calzada i Salavedra
Arcadi Calzada i Salavedra (Sant Esteve d'en Bas, la Vall d'en Bas, 16 de novembre de 1946) és assessor d'art, consultor financer i comentarista català.
Des del 2005 és Acadèmic de la Reial Acadèmia Catalana de Belles Arts de Sant Jordi.

## Biografia
Arcadi Calzada ha desenvolupat activitats diverses en el camp de l'empresa, de la consultoria financera i del món de l'art gerenciant diverses galeries d'art i dirigint nombroses propostes artístiques des de la condició de dinamitzador cultural.
Va col·laborar a finals del franquisme, en diferents mitjans de comunicació com El Correo Catalán i Tele/eXpres. Va ser el responsable durant uns anys de la Redacció en Cap del setmanari Olot-Misión i va dirigir la Revista de Girona.
Ha col·laborat periòdicament a les tertúlies de programes televisius com Els matins de TV3, presentat per Josep Cuní, i tertúlies radiofòniques a Catalunya Ràdio, el programa Protagonistas de Luis del Olmo, Com Ràdio, Ona Catalana i diferents televisions i ràdios locals.
Fundador de l'Assemblea de Catalunya a la Garrotxa.
El 1977 es va afiliar a Convergència Democràtica de Catalunya i va ocupar càrrecs rellevants en el partit fins que l'any 1995 abandona definitivament la política activa.
Del 1980 al 1983 va ser el president de la Diputació de Girona. De l'any 1983 i fins al 1984, va ser l'alcalde d'Olot i president de l'Associació Catalana de Municipis i Comarques.
Cap de llista a les eleccions al Parlament de Catalunya de 1984, 1988,i 1992, va ser elegit diputat al Parlament de Catalunya per Convergència i Unió. En aquesta època, va ser Vicepresident primer del Parlament de Catalunya fins a l'any 1995. En aquest any va abandonar voluntàriament la política.
Fou president de Caixa de Girona i de la seva Fundació des del juny de 1996 fins a juny del 2009. Ha estat president del Consell d'Aigües de Girona, president de Polingesa, membre del consell de Túnels del Cadí, director general de la Fundació Príncep de Girona, conseller independent de Metrovacesa i de l'empresa multinacional Francesa Gecina.
Vicepresident de la Universitat Oberta de Catalunya, vicepresident del Palau de la Música, vicepresident i patró del Futbol Club Barcelona, membre de la Junta de l'Ateneu Barcelonès, patró de la Fundació Catalana per l'Esport, patró de la Fundació Catalana per a la Recerca, president de la Fundació de l'Hospital Trueta de Girona, patró de la Fundación Caser para la Dependencia, membre del Consell Assessor del Patronat de la Fundació Santiago Dexeus Font.
Ha estat vocal de la Fundació Internacional Josep Carreras, patró de la Fundació Vila Casas i de la Fundació Arte y Mecenazo.
És autor dels llibres “Articles d'una Legislatura”, editat el setembre de 1991, “Reconstrucció Nacional”, editat per Destino el març de 1995 i “Art amb majúscules”, editat per Our Books el juny de 2009. Des de la seva condició d'assessor d'art també ha prologat i publicat nombrosos treballs.